# LEGEND〜よみがえる三重の偉人〜
『LEGEND～よみがえる三重の偉人～』（れじぇんどよみがえるみえのいじん）は、2025年4月から2026年1月まで三重テレビが制作し独立局を中心に放送される予定のドキュメンタリー・紀行番組番組である。

## 概要
歴史上異業功績をあげた三重県ゆかりの偉人の足跡を俳優の藤岡弘、が訪れ掘り下げる。放送回数は全10回。2013年度より放送されている三重テレビの年度ドキュメンタリー番組シリーズ13作目。

## 各話リスト
| 回 | タイトル                        |
| -- | ------------------------------- |
| 1  | 築城の名手～ 藤堂高虎 ～        |
| 2  | 推理小説の草分け ～江戸川乱歩～ |
| 3  | 天才的な商人～三井高利～        |
| 4  | Pearl King ～御木本幸吉～       |
| 5  |                                 |
| 6  |                                 |
| 7  |                                 |
| 8  |                                 |
| 9  |                                 |
| 10 |                                 |

## 出演者
第1回
- 藤田達生（三重大学名誉教授、教育学部特任教授）

第2回
- 中相作（郷土史家）
- 杉本佳奈（立教大学文学部江戸川乱歩記念大衆文化研究センター助教）
- 平川憲太郎

第3回
- 門暉代司（松阪歴史文化舎 (@m_rekibun) - Instagram理事長）
- 下向井紀彦（三井文庫主任研究員）

第4回
- 天翔愛（俳優）
- 柴原昇（ミキモト真珠島取締役）
- 小﨑清礼（ミキモト真珠島社員）
- 赤松蔚（元ミキモト真珠研究所所長）

## ネット局
| 放送対象地域 | 放送局                                    | 系列  | 放送日時 |  |
| ------------ | ----------------------------------------- | ----- | --- |  |
| 三重県       | 三重テレビ放送（MTV）〈制作局〉           | JAITS | - 第1回：2025年4月26日 21:00 - 21:55 - 第2回：2025年5月24日 21:00 - 21:55 - 第3回：2025年6月28日 21:00 - 21:55 - 第4回：2025年7月26日 21:00 - 21:55【予定】 - 第5回： - 第6回： - 第7回： - 第8回： - 第9回： - 第10回： |  |
| 栃木県       | とちぎテレビ（GYT）                       | JAITS | - 第1回：2025年5月25日 19:00 - 19:55 - 第2回：2025年6月22日 20:00 - 20:55 - 第3回：2025年7月20日 19:00 - 19:55 - 第4回：2025年8月24日 19:00 - 19:55【予定】 - 第5回： - 第6回： - 第7回： - 第8回： - 第9回： - 第10回： |  |
| 埼玉県       | テレビ埼玉（TVS）                         | JAITS | - 第1回：2025年5月5日 16:30 - 17:25 - 第2回：2025年6月15日 20:00 - 20:55 - 第3回：2025年7月5日 19:00 - 19:55 - 第4回： - 第5回： - 第6回： - 第7回： - 第8回： - 第9回： - 第10回：                                      |  |
| 千葉県       | 千葉テレビ放送（CTC）                     | JAITS | - 第1回：2025年5月17日 19:00 - 19:55 - 第2回：2025年6月14日 19:00 - 19:55 - 第3回： - 第4回： - 第5回： - 第6回： - 第7回： - 第8回： - 第9回： - 第10回：                                                               |  |
| 東京都       | 東京メトロポリタンテレビジョン（TOKYO MX) | JAITS | - 第1回：2025年5月10日 1:35 - 2:29（5月9日深夜） - 第2回： - 第3回： - 第4回： - 第5回： - 第6回： - 第7回： - 第8回： - 第9回： - 第10回：                                                                              |  |
| 京都府       | 京都放送（KBS）                           | JAITS | - 第1回：2025年5月13日 20:00 - 20:55 - 第2回：2025年6月10日 20:00 - 20:55 - 第3回：2025年7月8日 20:00 - 20:55 - 第4回：2025年8月12日 20:00 - 20:55【予定】 - 第5回： - 第6回： - 第7回： - 第8回： - 第9回： - 第10回：  |  |
| 兵庫県       | サンテレビジョン（SUN）                   | JAITS | - 第1回：2025年5月18日 21:00 - 21:55 - 第2回：2025年6月15日 21:00 - 21:55 - 第3回：2025年7月20日 13:00 - 13:55 - 第4回：2025年8月17日 21:00 - 21:55【予定】 - 第5回： - 第6回： - 第7回： - 第8回： - 第9回： - 第10回： |  |

## スタッフ
- 制作著作：三重テレビ放送